# سیارک ۱۳۰۴۴
سیارک ۱۳۰۴۴ (به انگلیسی: 13044 Wannes، نامگذاری:1990QO8) سیزده هزار و چهل و چهارمین سیارک کشف شده‌است که در ۱۶ اوت ۱۹۹۰ کشف شد.
قدر مطلق سیارک برابر ۱۹.۵ است.